# Rotter Forst-Nord

Lage des gemeindefreien Gebiets Rotter Forst-Nord im Landkreis Rosenheim

Der Rotter Forst-Nord ist ein 7,33 km² großes gemeindefreies Gebiet und eine Gemarkung im Landkreis Rosenheim in Bayern.

## Geographie
Der Rotter Forst-Nord ist ein Staatsforst westlich von Rott a.Inn. Als landesweit bedeutsames Mischwald- und Moorgebiet ist der Rotter Forst-Nord (zusammen mit dem Rotter Forst-Süd ca. 16 km²) das größte Waldgebiet im Landkreis Rosenheim.

### Natur
Folgende Schutzgebiete berühren dieses Gemeindefreie Gebiet:
- Naturschutzgebiet Frauenöder Filz (NSG-00031.01)
- Landschaftsschutzgebiet Schutz des sog. "Weitfilz" in der Staatswaldunterabteilung I 1f Jägerwald (LSG-00010.01)
- Fauna-Flora-Habitat-Gebiet Rotter Forst und Rott (8038-371)

## Geschichte
Der Rotter Forst geht zurück auf den ehemaligen Rotter Klosterwald, der 1803 in Staatsbesitz gelangte (Säkularisation in Bayern).